# Condé-sur-Huisne
Condé-sur-Huisne és un municipi francès situat al departament de l'Orne i a la regió de Normandia. L'any 2007 tenia 1.251 habitants.

## Demografia

### Població
El 2007 la població de fet de Condé-sur-Huisne era de 1.251 persones. Hi havia 580 famílies de les quals 200 eren unipersonals (96 homes vivint sols i 104 dones vivint soles), 212 parelles sense fills, 132 parelles amb fills i 36 famílies monoparentals amb fills.
La població ha evolucionat segons el següent gràfic:
Habitants censats

### Habitatges
El 2007 hi havia 710 habitatges, 593 eren l'habitatge principal de la família, 75 eren segones residències i 41 estaven desocupats. 667 eren cases i 39 eren apartaments. Dels 593 habitatges principals, 420 estaven ocupats pels seus propietaris, 167 estaven llogats i ocupats pels llogaters i 7 estaven cedits a títol gratuït; 10 tenien una cambra, 54 en tenien dues, 125 en tenien tres, 187 en tenien quatre i 218 en tenien cinc o més. 432 habitatges disposaven pel capbaix d'una plaça de pàrquing. A 286 habitatges hi havia un automòbil i a 202 n'hi havia dos o més.

### Piràmide de població
La piràmide de població per edats i sexe el 2009 era:
| Homes | Edats   | Dones |
| ----- | ------- | ----- |
| 0     | 95 o +  | 0     |
| 4     | 90 a 94 | 12    |
| 4     | 85 a 89 | 16    |
| 12    | 80 a 84 | 32    |
| 36    | 75 a 79 | 36    |
| 44    | 70 a 74 | 36    |
| 32    | 65 a 69 | 36    |
| 36    | 60 a 64 | 44    |
| 44    | 55 a 59 | 28    |
| 24    | 50 a 54 | 40    |
| 36    | 45 a 49 | 28    |
| 44    | 40 a 44 | 44    |
| 28    | 35 a 39 | 40    |
| 48    | 30 a 34 | 40    |
| 36    | 25 a 29 | 32    |
| 20    | 20 a 24 | 20    |
| 16    | 15 a 19 | 36    |
| 20    | 10 a 14 | 44    |
| 52    | 5 a 9   | 28    |
| 28    | 0 a 4   | 32    |

## Economia
El 2007 la població en edat de treballar era de 722 persones, 542 eren actives i 180 eren inactives. De les 542 persones actives 494 estaven ocupades (267 homes i 227 dones) i 48 estaven aturades (19 homes i 29 dones). De les 180 persones inactives 78 estaven jubilades, 52 estaven estudiant i 50 estaven classificades com a «altres inactius».

### Ingressos
El 2009 a Condé-sur-Huisne hi havia 576 unitats fiscals que integraven 1.242 persones, la mediana anual d'ingressos fiscals per persona era de 16.894 €.

### Activitats econòmiques
Dels 46 establiments que hi havia el 2007, 2 eren d'empreses alimentàries, 4 d'empreses de fabricació d'altres productes industrials, 8 d'empreses de construcció, 9 d'empreses de comerç i reparació d'automòbils, 3 d'empreses de transport, 3 d'empreses d'hostatgeria i restauració, 2 d'empreses financeres, 5 d'empreses de serveis, 4 d'entitats de l'administració pública i 6 d'empreses classificades com a «altres activitats de serveis».
Dels 14 establiments de servei als particulars que hi havia el 2009, 1 era una oficina de correu, 1 taller de reparació d'automòbils i de material agrícola, 1 paleta, 2 guixaires pintors, 3 fusteries, 2 empreses de construcció, 3 perruqueries i 1 restaurant.
Dels 4 establiments comercials que hi havia el 2009, 1 era una gran superfície de material de bricolatge, 2 fleques i 1 una peixateria.
L'any 2000 a Condé-sur-Huisne hi havia 19 explotacions agrícoles que ocupaven un total de 1.092 hectàrees.

## Equipaments sanitaris i escolars
L'únic equipament sanitari que hi havia el 2009 era una farmàcia.
El 2009 hi havia una escola elemental.

## Poblacions més properes
El següent diagrama mostra les poblacions més properes.